# Strofy życia
Strofy życia – dwupłytowy  album Krzysztofa Kolbergera. Wydawnictwo zawiera refleksyjne, pełne zadumy interpretacje wierszy Krzysztofa Cezarego Buszmana. Wydano 10 lutego 2011 nakładem wytwórni Soliton.
Na pierwszej płycie recytacje wierszy w wykonaniu Krzysztofa Kolbergera. Na albumie znalazło się sporo nie wydawanych nigdzie dotąd utworów. Podkład muzyczny skomponował Bartosz Wielgosz.
Druga płyta to zapis z koncertu „Najwcześniej później”, prowadzonego i słowem poprzedzonego również przez Krzysztofa Kolbergera. Recital Krzysztofa Cezarego Buszmana odbył się w ramach XI edycji Elbląskich Nocy Teatru i Poezji pod honorowym patronatem ostatniego Prezydenta Rzeczypospolitej na Uchodźstwie – Ryszarda Kaczorowskiego. Interpretacje wierszy w wykonaniu: Alicji Majewskiej, Piotra Machalicy, Jarosława Chojnackiego, Joanny Lewandowskiej, Danuty Błażejczyk. Muzykę specjalnie skomponowali :Włodzimierz Korcz, Zbigniew Łapiński, Włodzimierz Nahorny, Jerzy Satanowski, Janusz Sent i Janusz Strobel, Marcin Partyka, Grzech Piotrowski.

## Lista utworów (pierwsza płyta)
| 1.  | Przewodnik po chmurach   | 1:47  |
|     |                          |       |
| 2.  | Modlitwa domodlona       | 1:52  |
|     |                          |       |
| 3.  | Zatańcz jak tańczył ...  | 2:03  |
|     |                          |       |
| 4.  | Co nam przyniesie...     | 2:03  |
|     |                          |       |
| 5.  | Tobie by trzeba...       | 2:14  |
|     |                          |       |
| 6.  | My mężczyźni             | 1:50  |
|     |                          |       |
| 7.  | Takie to moje            | 1:51  |
|     |                          |       |
| 8.  | Wpisany w ciebie         | 2:33  |
|     |                          |       |
| 9.  | A było...                | 2:33  |
|     |                          |       |
| 10. | Kołysanka dla umarłych   | 1:59  |
|     |                          |       |
| 11. | Czy będą o nas pamiętali | 2:20  |
|     |                          |       |
| 12. | Nic ze sobą...           | 2:02  |
|     |                          |       |
| 13. | Przecież jest w nas...   | 2:02  |
|     |                          |       |
| 14. | Prośby spod chmur        | 1:39  |
|     |                          |       |
| 15. | Ludzie z...              | 1:52  |
|     |                          |       |
| 16. | Bo my lubimy             | 1:09  |
|     |                          |       |
|     |                          | 31:49 |
|     |                          |       |

## Pozycje na listach
| Lista | Kraj   | Pozycja |
| ----- | ------ | ------- |
| OLiS  | Polska | 21      |